# Claude Itzykson
Claude Georges Itzykson (* 11. April 1938 in Paris; † 22. Mai 1995) war ein führender französischer theoretischer Physiker, der in Quantenfeldtheorie und statistischer Mechanik arbeitete.

## Leben und Wirken
Itzykson verlor seinen Vater in einem Konzentrationslager der Nationalsozialisten und wuchs im Waisenheim für jüdische Kinder in Maisons-Laffitte auf. Er besuchte das Lycée Condorcet und studierte ab 1957 an der École polytechnique und danach an der École des Mines in Paris, wo er promovierte. In den 1960er Jahren arbeitete er am Kernforschungszentrum (Centre d’Etudes nucléaires de Saclay) in Saclay unter Claude Bloch, Raymond Stora und Maurice Jacob. Dort promovierte er 1967 und blieb dort als Professor bis zu seinem Tod. In den 1970er Jahren beschäftigte er sich mit Yang-Mills-Theorien wie der Quantenchromodynamik und Formulierungen dieser Theorien auf dem Gitter (er und Jean-Michel Drouffe waren mit die ersten, die Phasendiagramme für Modelltheorien auf dem Gitter ableiteten), und in den 1980er Jahren mit konformen Feldtheorien mit Anwendungen in statistischer Mechanik (z. B. Quanten-Halleffekt) und algebraischer Geometrie, dem Ising-Modell und mit ungeordneten Systemen (Zufallsmatrizen u. a.), wozu ihn ursprünglich seine Arbeiten über Gittereichtheorien führten. Er fasste diese Gebiete 1989 in einem zweibändigen Lehrbuch „Statistical Field Theory“ mit Drouffe zusammen. Seine 1980 erschienene, mit Jean-Bernard Zuber verfasste „Quantum Field Theory“ ist nach wie vor ein Standardlehrbuch.
1995 erhielt er den Ampère-Preis der französischen Akademie der Wissenschaften und 1972 den Paul-Langevin-Preis.